# East Sonora
East Sonora è un census-designated place (CDP) degli Stati Uniti d'America situato in California, nella contea di Tuolumne. La popolazione era di 2.266 nel censimento del 2010, salita dai 2.078 del censimento fatto nel 2000.